# Flottenadmiral der Sowjetunion
Flottenadmiral der Sowjetunion, auch Admiral der Flotte der Sowjetunion (russisch Адмирал Флота Советского Союза / Admiral Flota Sowjetskogo Sojusa), bezeichnete in den Streitkräften der Sowjetunion den höchsten Rang, den ein Flaggoffizier erreichen konnte. Der Rang wurde gemäß dem Erlass des Obersten Sowjets der UdSSR vom 3. März 1955 über den militärischen Rang Admiral der Flotte eingeführt. Zuvor, seit Mai 1945, war der Rang „Marschall der Sowjetunion“ dem „Flottenadmiral“ (russisch Адмирал Флота / Admiral Flota) gleichrangig. Mit Auflösung der UdSSR wurde der Rang 1991 abgeschafft. Vorschläge, in Anlehnung an den neuen Marschall der Russischen Föderation einen entsprechenden Admiralsrang zu schaffen, wurden nie realisiert. 
Der Flottenadmiral der Sowjetunion entspricht einem Fünfsternerang in NATO-Streitkräften und wäre gemäß NATO-Rangcode mit OF-10 vergleichbar. Er war nominell dem Marschall der Sowjetunion gleichgestellt und Offizieren vorbehalten, die zum Oberbefehlshaber der Sowjetischen Seestreitkräfte avancierten, oder zum Verteidigungsminister der UdSSR berufen werden sollten.

## Historische Entwicklung
Mit dem Ukas vom 7. Mai 1940 wurden unter Beibehaltung der alten Rangabzeichen Generals- und Admiralsränge wieder eingeführt. In der Seekriegsflotte gab es nunmehr folgende Ränge:
- Konteradmiral (ru: Контр-адмирал / Kontr-admiral) – OF6
- Vizeadmiral (ru: Вице-адмирал / Wize-admiral) – OF7
- Admiral (ru: Адмирал / Admiral) – OF8
- Flottenadmiral (ru: Адмирал флота / Admiral flota) – OF9

Bis Mai 1944 wurde jedoch kein Flaggoffizier zum Flottenadmiral befördert. Erst am 31. Mai 1944 avancierten Nikolai Gerassimowitsch Kusnezow und Iwan Stepanowitsch Issakow zu diesem Spitzenrang, der demjenigen eines sowjetischen Armeegenerals (ebenfalls OF9 vergleichbar) entsprach. Mit Erlass vom 25. Mai 1945 erfuhr der Rang eine Aufwertung zum Admiral der Flotte (OF10) und war nunmehr dem Marschall der Sowjetunion äquivalent. Ab 3. März 1955 lautete die formale und offizielle Rangbezeichnung Admiral der Flotte der Sowjetunion.
Erst 1962 wurde die Hierarchielücke zwischen Admiral OF8 und Admiral der Flotte der Sowjetunion (OF10) durch Wiederverwendung des Rangs eines Flottenadmirals (OF9) geschlossen. Am 28. April des gleichen Jahres erfolgten entsprechende Beförderungen.

## Dienstgradabzeichen

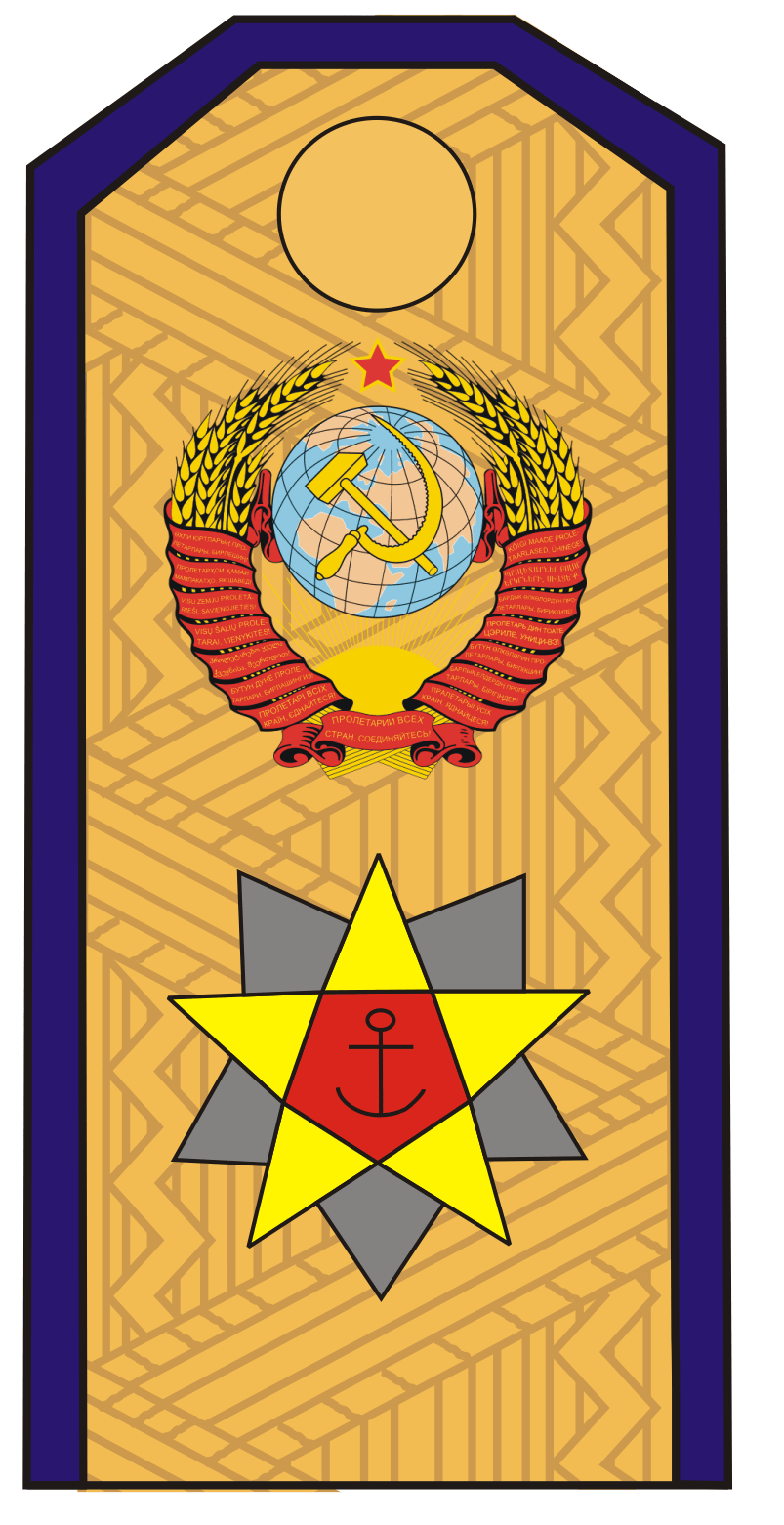
Schulterstück Dienstanzug 1955

Das Schulterstück Admiral der Flotte der Sowjetunion zeigte den fünfzackigen Marschallstern (groß) mit schwarzem Anker auf rotem Grund. Darüber war, identisch zum Schulterstück Marschall der Sowjetunion, das Staatswappen der UdSSR abgebildet. Weitere Dienstgradabzeichen waren die fünf goldfarbenen Ärmelstreifen und der als Goldfadenstickerei aufgebrachte Sowjetstern im Lorbeerkranz auf den Ärmelaufschlägen des Uniformrocks. 
Die Gleichstellung mit dem Rang Marschall der Sowjetunion zeigte sich auch darin, dass der Admiral der Flotte der Sowjetunion einen identischen brillanten-besetzten Marschallstern (groß) als Anstecker am Uniformschlips tragen durfte.

## Admirale der Flotte der Sowjetunion
Insgesamt wurden nur drei Flaggoffiziere zum Admiral der Flotte der Sowjetunion befördert. Hierbei handelt es sich um folgende Personen:
- Nikolai Gerassimowitsch Kusnezow (1904–1974),
- Iwan Stepanowitsch Issakow (1894–1967) und
- Sergei Georgijewitsch Gorschkow (1910–1988).

## Russische Föderation
Mit Auflösung der UdSSR entfiel der OF10-Rang Admiral der Flotte der Sowjetunion. Gegenwärtig entspricht in der Russischen Föderation der Flottenadmiral OF-9 gemäß Artikel 46 im „Gesetz über Militärdienst und Wehrpflicht in der Russischen Flotte“ dem OF9-Rang Armeegeneral und ist dem Marschall der Russischen Föderation nachgeordnet.

## Rangbezeichnungen in anderen Ländern
In den nachstehenden Ländern wurden ähnliche Ränge verwendet, bis hin zur Einordnung in das Ranggefüge der betreffenden Streitkräfte.
- Deutsches Kaiserreich ⇒ Großadmiral
- Österreich-Ungarn ⇒ Großadmiral
- Japan ⇒ Gensui
- Kroatien ⇒ Admiral flote
- Frankreich ⇒ Amiral de la Flotte, siehe Admiral von Frankreich
- Italien ⇒ Ammiraglio
- Niederlande ⇒ Admiraal
- Polen ⇒ Admirał floty
- Portugal ⇒ Almirante da Armada
- Spanien ⇒ Capitán General
- Türkei ⇒ Büyükamiral
- Vereinigtes Königreich ⇒ Admiral der Flotte der Königlichen Marine, englisch Admiral of the fleet (Royal Navy)
- Vereinigte Staaten ⇒ Admiral der Flotte der Vereinigten Staaten englisch Fleet admiral (United States)